# أوغوز خان
أوغوز خان هو جد أتراك الأوغوز في الأساطير التركية والألطية. يُعرف أوغوز خان أيضًا باسم أوز خان أو أوغور خان.  جده كابي خان، والدته آي كاغان، وأبوه كارا خان.  إنه بطل ملحمة أوغوز خاجان ويتم التعرف عليه مع ميتي خان، حاكم إمبراطورية الهون الآسيوية، في الملحمة. 

السرد بخط الأويغور العمودي المجهول من القرن الرابع عشر، والذي تم حفظه في باريس، هو مخطوطة ربما تم تعديلها بالفعل لتلائم قصص الفتح المغولي، كما أوضح بول بيليوت ولديها اقتراحات حول أهمية أوغوز خان لاحقًا كما Islamizer الأتراك، ولا يشمل هذا الرقم من المغول (المغول) كما سلف أوغوز خان.
.

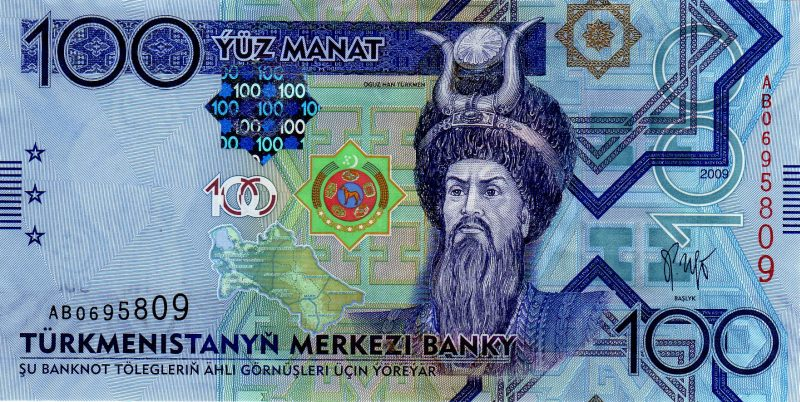
صورة أوغوز خان بقرنيها مثل ذو القرنين على ورقة نقدية من فئة 100 مانات تركمانستان.

نسخة أبو الغازي التي تعود إلى القرن السابع عشر والتي تسمى Shajara-i Tarākima (علم الأنساب للتركمان) تتبع تقريبًا نسخة راشد الدين المنغولية (ما بعد الفتح) في أوائل القرن الرابع عشر. ولكن في حسابه، تم دمج أوغوز خان بشكل كامل في التاريخ التقليدي الإسلامي والمغولي. يبدأ الحساب مع النسب من آدم إلى نوح، الذي بعد الطوفان يرسل أبنائه الثلاثة لإعادة ملء الأرض: هام تم إرسالها إلى أفريقيا، سام لإيران، و Yafes ذهب إلى ضفاف إيتيل ويايكالأنهار ولديها ثمانية أبناء هم ترك وخزار وسقلب وروس ومينغ وتشين وكميري وتاريخ. عندما كان يحتضر، أسس ترك خلفًا له.
استقر الترك في إيسيق كول وخلفه توتيك، أكبر أبنائه الأربعة. بعد أربعة أجيال، جاء ابنان، تتر ومغول، قسما مملكته بينهما. موغل خان أنجب قارا خان الذي أنجب أوغوز خان. لم يرضع لمدة ثلاثة أيام، وكان يظهر كل ليلة في حلم والدته ويطلب من والدته أن تصبح مسلمة وإلا فلن يرضع صدرها. تحولت والدته، وكتب أبو الغازي أن الشعوب التركية في يافس من زمن قره خان كانوا مسلمين لكنهم فقدوا الإيمان. أعاد أوغوز خان العقيدة الإسلامية.

### السلاجقة
و دولة السلاجقة نشأت من قبيلة قنق فرع لأتراك الأوغوز،  الذي في القرن 9th عاش على هامش العالم الإسلامي، إلى الشمال من بحر قزوين وبحر آرال في من Yabghu Khaganate من الكونفدرالية غوز.  خلال القرن ال11، أسسوا الدولة السلجوقية الكبرى تحت قيادة السلاجقة مشايخ طغرل بك وجغري بك.

### Anushteginids
هناك بعض المصادر التاريخية التي تنص على أن Anushteginids ، الذين حكموا أجزاء شاسعة من آسيا الوسطى من 1077 إلى 1231 تحت عنوان Khwarazmshahs ، ينحدرون من قبيلة Begdili من Oghuz الأتراك.
تأسست الأسرة على يد القائد أنوش تيجين غارشاي، وهو عبد تركي سابق من السلاطين السلجوقيين، تم تعيينه حاكماً لخوارزم. ابنه، قطب الدين محمد I ، أصبح أول وراثي شاه من خوارزم.

### كارا كويونلو
قراقويونلو كانت كونفدرالية القبائل من أوغوز التركية القبائل البدوية من قبيلة أوغوز من Yiva، التي كانت موجودة في القرون 14-15th في غرب آسيا، على أراضي الحديث أذربيجان، أرمينيا، العراق، شمال غرب إيران وشرق تركيا.

### آق كويونلو
و آق Qoyunlu ادعى سلاطين النسب من Bayindir خان، من خلال حفيد أوغوز خان.

### العثمانيون
قام Yazıcıoğlu علي، في أوائل القرن الخامس عشر، بتتبع سلسلة نسب عثمان إلى أوغوز خان، من خلال حفيده الأكبر لابنه الأكبر، مما أعطى السلاطين العثمانيين الأسبقية بين الملوك الأتراك.  بايزيد هذا الادعاء ضد تيمور، الذي شوه سمعة النسب العثماني.

وفقًا للمؤرخ العثماني نصري، كان لعثمان جد اسم ملك وينحدر من سلالة الفرع الأكبر لعائلة أوغوز: 
يروي الخبراء في معرفة تأسيس الأنبياء والذين يعرفون أسرار معاني الأعمال (البشرية) أن هذا النسب العظيم (من بيت عثمان) يأتي من أوغوز بن كارا خان، الذي كان من أبناء بلكاس بن يافس بن نوح عليه السلام! على النحو التالي: أرطغرل بن سليمان شاه بن كايا ألب بن كيزيل بوغا... ابن بولكاس بن يافس بن نوح.
ربط جيم سلطان، شقيق بايزيد الثاني، نسبهم بأوغوز خان التي ستسود كأداة لإضفاء الشرعية في القرن السادس عشر وما بعده: 
أوغوز خان، أُطلق عليه الاسم، الذي يعني «القديس»، في طفولته لأنه شوهد على الطريق الصحيح (أي طريق الله). لأنه أدرك وحدانية الله، قاتل مع والده، وقتل جيش أوغوز الأخير. حدث هذا في عهد النبي إبراهيم.

## عنوان تفسيري

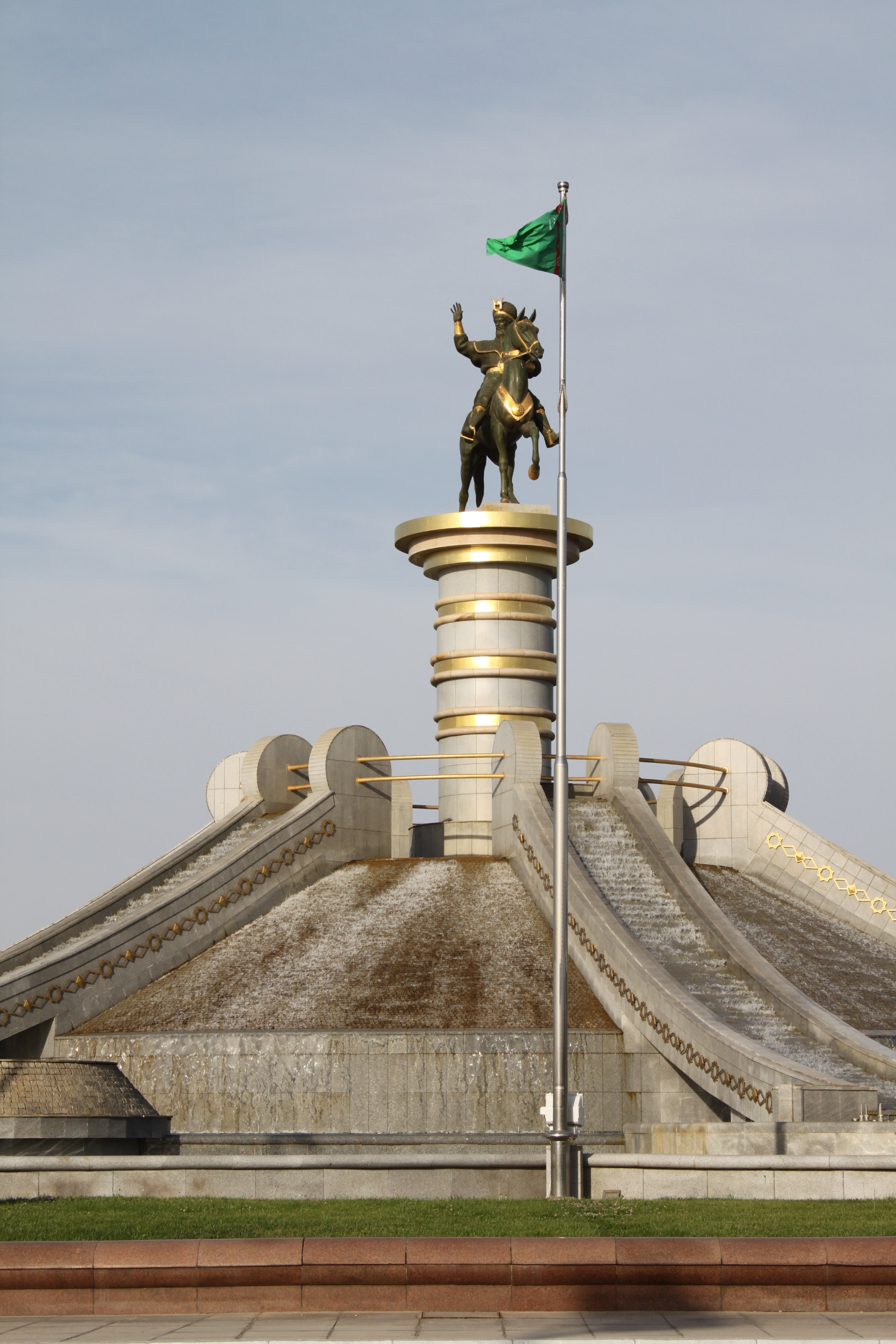
نصب أوغوز خان في عشق آباه

نصب أوغوز خان في عشق آباد وفقًا لأسطورة تركية، وُلد أوغوز في آسيا الوسطى باعتباره ابن قره خان زعيم الشعب التركي. بدأ الحديث بمجرد ولادته. توقف عن شرب حليب أمه بعد المرة الأولى وطلب kymyz (مشروب كحولي مصنوع من حليب الحصان المخمر) واللحوم. بعد ذلك نشأ بسرعة خارقة وفي أربعين يومًا فقط أصبح شابًا. في وقت ولادته، كان تنين اسمه كيانت يفترس أراضي الشعب التركي. قام أوغوز بتسليح نفسه وذهب لقتل التنين. نصب فخًا للتنين من خلال تعليق غزال مقتول حديثًا على شجرة، ثم قتل التنين العظيم برمح من البرونز وقطع رأسه بسيف فولاذي.
بعد أن قتل أوغوز كيانت، أصبح بطلاً للناس. قام بتشكيل فرقة محارب خاصة من الأربعين من أبناء الأربعين من التوسل التركي (اللوردات والرؤساء)، وبالتالي جمع العشائر معًا. لكن زوجة أبيه الصينية وأخيه غير الشقيق، الذي كان وريث العرش، أصابهما الخوف من سلطته وأقنعوا قره خان بأن أوغوز كان يخطط للإطاحة به. قرر قره خان اغتيال أوغوز في حفلة صيد. علم أوغوز بهذه الخطة وبدلاً من ذلك قتل والده وأصبح خانًا. فرت زوجة أبيه وأخيه غير الشقيق إلى الأراضي الصينية.
بعد أن أصبح أوغوز خانًا، ذهب إلى السهوب بمفرده ليثني على تنغري ويصلي له. أثناء الصلاة، رأى دائرة من الضوء قادمة من السماء مع فتاة خارقة للطبيعة تقف في النور. وقع أوغوز في حب الفتاة وتزوجها. كان لديه ثلاثة أبناء سماهم Güneş (Sun) و Ay (Moon) و Yıldız (Star) (جميعهم باللغة التركية). في وقت لاحق، ذهب أوغوز للصيد ورأى فتاة أخرى ساحرة داخل شجرة. تزوجها أيضًا وأنجب منها ثلاثة أبناء آخرين أسماهم جوك (السماء) وداغ (الجبل) ودنيز (بالتركية).

بعد ولادة أبنائه، قدم أوغوز خان لعبة رائعة (وليمة) ودعا جميع توسلاته (اللوردات). في العيد، أعطى هذا الأمر لأسياده:
"لقد أصبحت خانك؛
لنأخذ جميعًا السيوف والدروع؛
الكوت (القوة الإلهية) ستكون علامتنا؛
الذئب الرمادي سيكون أوران (صرخة المعركة)؛
ستكون رماحنا الحديدية غابة؛ سوف يمشي
خولان على أرض الصيد؛
المزيد من البحار والمزيد من الأنهار؛

الشمس هي علمنا والسماء هي خيمتنا ".
ثم بعث برسائل إلى ملوك الاتجاهات الأربعة قائلاً: "أنا خان الأتراك. وسأكون خان أركان الأرض الأربعة. أريد طاعتكم".
ألتون خان (الخان الذهبي)، في الزاوية اليمنى من الأرض، قدم طاعته، لكن أوروم (روماني)، خان الزاوية اليسرى، لم يفعل. أعلن أوغوز الحرب على أوروم خان وسار بجيشه إلى الغرب. ذات ليلة، جاء ذئب كبير ذو فرو رمادي (وهو تجسيد لـ Tengri) إلى خيمته في هالة من الضوء. قال، «أوغوز، تريد أن تسير على أوروم، أريد أن أسير أمام جيشك». لذلك، سار ذئب السماء الرمادية أمام الجيش التركي وقادهم. قاتل الجيشان بالقرب من نهر إيل (فولغا). ربح أوغوز خان المعركة. ثم قام أوغوز وأبناؤه الستة بحملات في تركستان والهند وإيران ومصر والعراق وسوريا، وكان الذئب الرمادي مرشدهم. أصبح خان الزوايا الأربع للأرض.

في شيخوخته، رأى أوغوز حلما. دعا أبنائه الستة وأرسلهم إلى الشرق والغرب. وجد أبناؤه الأكبر قوسًا ذهبيًا في الشرق. وجد أبناؤه الأصغر ثلاث سهام فضية في الغرب. قام أوغوز خان بتقسيم القوس الذهبي إلى ثلاث قطع وأعطى كل واحدة لأبنائه الثلاثة الأكبر سنًا جون وآي ويلديز. قال: يا أبنائي الأكبر، خذوا هذه القوس وأطلقوا سهامكم إلى السماء مثل هذه القوس. أعطى السهام الفضية الثلاثة لأبنائه الثلاثة الصغار جوك وداغ ودينيز وقال، "أبنائي الصغار، خذوا هذه السهام الفضية. القوس يطلق السهام وأنت مثل السهم". بعد ذلك، نقل أراضيه إلى أبنائه، Bozoks (غراي آروز - الأبناء الأكبر) و Üçoks(ثلاثة سهام - أبناء أصغر) في مأدبة أخيرة. (حدد أبو الغازي رموز النسب وأختام التمجة والروح التي تهتدي الطيور، كما حدد التسلسل الهرمي السياسي وترتيب الجلوس في مآدب هؤلاء الأبناء وأبنائهم الأربعة والعشرين) ثم قال:
"أبنائي، مشيت كثيرًا؛
رأيت العديد من المعارك؛
رميت الكثير من السهام والرماح؛
ركبت العديد من الخيول؛
جعلت أعدائي يبكون؛
جعلت أصدقائي يبتسمون؛
دفعت ديوني لتنغري؛

الآن أنا أعطي أرضي لك ".

## مقدمة تاريخية وإرث
تمثال نصفي لمدن أو (ميتي خان)
في الأدبيات العلمية، يرتبط اسم Maodun عادةً بـ Oguz Kagan ، سلف ملحمي للشعب التركي. والسبب في ذلك هو التشابه المذهل بين سيرة أوغوز خان في المخطوطات التركية الفارسية (رشيد الدين، هندمير، أبو الغازي) مع سيرة مودون في المصادر الصينية (العداء بين الأب والابن وقتل الأول. واتجاه وتسلسل الفتوحات، وما إلى ذلك)، والتي لاحظها N.Ya لأول مرة. Bichurin (جمع المعلومات، ص 56-57).
يعتبر أوغوز خان أحيانًا المؤسس الأسطوري لمعظم الشعوب التركية، وسلف فرع أوغوز الفرعي. حتى اليوم، يتم تصنيف الفروع الفرعية لأوغوز بترتيب الأبناء الستة الأسطوريين و 24 من أحفاد أوغوز خان. في التاريخ، غالبًا ما تمردت السلالات التركمانية أو ادعت السيادة بالقول إن رتبتها أعلى من السلالة الموجودة في هذا التصنيف القبلي.
Oğuz و Oğuzhan هي أسماء تركية شائعة مذكورة، تأتي من Oghuz Khan.